# La Unión (El Salvador)
La Union è il capoluogo del dipartimento di La Unión, in El Salvador. La città si affaccia sul golfo di Fonseca.